# Pintura digital

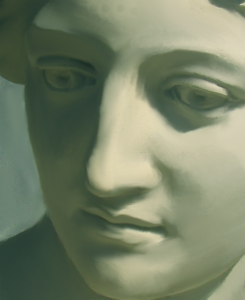
La dona de roca. Anònim. Pintura digital. Photoshop CS

La pintura digital és la tècnica emprada per crear un objecte artístic de manera digital mitjançant l'ús de programari gràfic. Aquesta tècnica adapta els mitjans tradicionals per crear una pintura (normalment aplicada sobre suports tradicionals) adaptada a un mitjà digital, amb l'ajut de programaris que entren en funcionament a partir de processadors industrials o màquines d'oficina. Així doncs, la pintura digital es defineix com la utilització de la computació gràfica per generar pintures virtuals. L'avantatge que existeix en el camp virtual és que es pot disposar de molts instruments i/o eines que no existeixen de forma real, és a dir, fora de la computadora, donant-li així a les obres digitals un aspecte i comportament diferent al de les fetes amb mitjans tradicionals.

## Característiques visuals
Les característiques visuals específiques d'una pintura digital poden remuntar-se al programari amb el qual s'hagin generat. Algunes característiques són: la transparència, la simetria, la distorsió, la repetició, la textura, l'aparició de cercles matemàticament perfectes, o bé, d'el·lipsis, quadrats i altres formes, així com la presència d'una superfície plana. En la pintura digital, l'opció de desfer traços, sense deixar rastres d'aquests, així com altres accions, permeten una manera més espontània i intuïtiva de treballar, que és impossible en la pintura tradicional. El programari, o bé, la funció específica dins del programari triat per generar l'obra, determina el resultat i acabat final de la mateixa. Així doncs, la pintura digital no és tant un mitjà, si no una nova aparença de tot el rang de mitjans existents complementats amb noves funcions.

## Tipus d'art digital

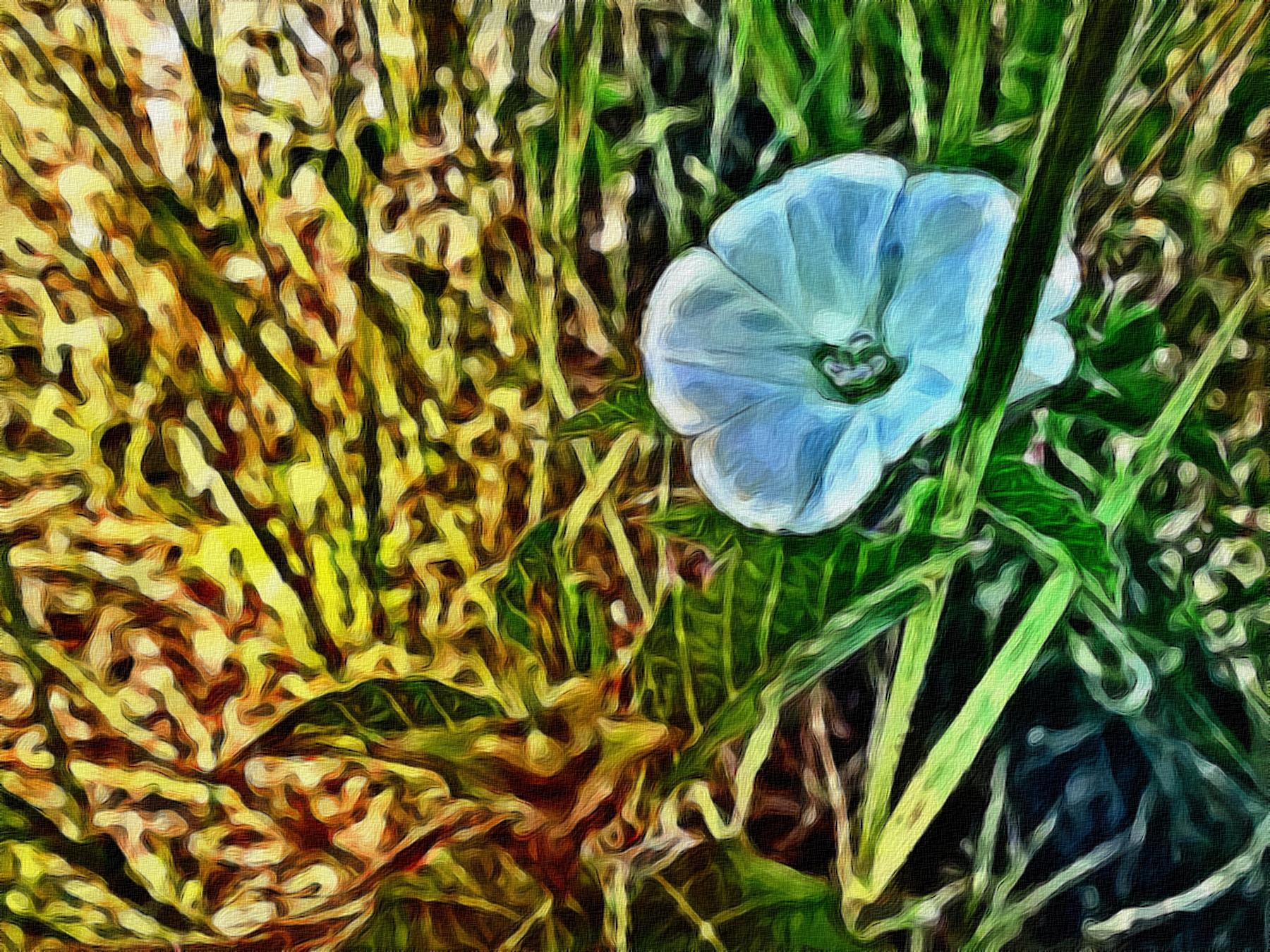
Mostra d'una pintura digital

La pintura és tan sols una de les com a mínim cinc direccions que poden ser distingides en l'art digital primerenc: 
1. L'art generat a computadora: neix directament de la intel·ligència digital i la programació. La imatge és el resultat d'una sèrie de zeros i uns, molt semblat a les notes musicals que, no són música per si soles, sinó símbols que determinen com sonarà la mateixa.
2. La foto-art digital: comença amb una fotografia que és manipulada i transformada en una nova imatge amb l'ajuda d'eines digitals.
3. L'animació digital: es basa en una sèrie de pintures o dibuixos, no necessàriament fets en una computadora, que són manipulats i posats en moviment amb l'ajut de programes computacionals.
4. L'art en vídeo: igualment, es basa en la manipulació d'imatges en moviment.
5. La pintura digital tradicional: crea una imatge a partir de traços simulant els del pinzell en mà, però el llenç i les eines de pintura, són digitals.

## Art generat a computadora
Dins d'aquesta categoria, es pot fer una distinció entre manera de codi i manera de disseny. A mode d'exemple, un dissenyador web vol donar-li a una pàgina un fons negre. Ho pot fer escrivint en un llenguatge que la computadora sigui capaç de comprendre: <bodi bgcolor="#000000">. Les primeres pintures digitals van ser realitzades amb aquest mètode (mode codi), on l'artista escrivia el codi, i el codi generava una imatge. Aquesta tècnica, ofereix molta llibertat pel que fa a l'estil i al idioma, encara que és important esmentar que figures molt complicades són difícils de programar.
Alguns dels programes moderns utilitzats en l'actualitat pel disseny web normalment ofereixen les dues opcions: un mode de disseny i un mode de codi. L'avantatge del mode de disseny, és que permet crear pàgines web sense la necessitat de programar. El dissenyador pot triar entre construir visualment una imatge i serà el programari el que generarà el codi necessari. No obstant, els programes gràfics utilitzats per la pintura digital porten aquestes propietats a un pas més enllàii el mode de disseny és l'única manera. Això implica que la imatge és traduïda en codis que són necessaris per veure-la, imprimir-la, etc. sense la intervenció de l'artista. La majoria d'aquests programes ofereixen un nombre de figures ja fetes, com cercles, el·lipsis, quadrats, i diferents punts de pinzell.
Tot i que, probablement, no resulti fàcil o possible crear figures iguals i perfectes a mà alçada, per a una computadora és una tasca molt fàcil. Per tant, la constant aparició de formes regulars i repetició exacta en la pintura digital són característiques constants i dominants. Amb aquests programes gràfics, és possible també sotmetre la generació de figures a una varietat d'operacions matemàtiques. Programes per a l'art fractal per exemple, ajuden a l'artista a crear estructures visualment complexes de gran regularitat matemàtica.

## Portadors
El procés creatiu en la pintura digital i tradicional és pràcticament el mateix, el que canvia és el fet que quan la pintura digital està acabada, no disposem de cap element físic que ho demostri, sinó que l'obra digital es troba en el disc dir de la computadora. La manera més comuna de fer presentable i vendible una pintura digital, és projectant-la en un suport tradicional (paper, llenç o polièster). Això és comunament fet en un impressor professional.

## Dificultats especials
En treballar amb dos portadors separats (el disc dur on la peça és creada i guardada com arxiu, i el paper, llenç, etc. en el qual és projectada) es produeixen algunes dificultats específiques pels artistes digitals igual que pels venedors de l'obra acabada. La més prominent és: com protegir la unicitat numèrica de l'obra si la font està guardada en dígits unitaris en una computadora i pot ser exacta i infinitament reproduïda? Altres problemàtiques comunes són: com aconseguir que els colors que són impresos tinguin la mateixa aparença que els projectats en el monitor de la computadora? Com augmentar o disminuir l'aplada i llargària de les dimensions de l'obra sense distorsionar les línies i formes? Un problema d'una naturalesa totalment diferent neix de la relativa facilitat de copiar i enganxar en el treball digital, fet que de vegades genera preguntes sobre els drets d'autor i reproductibilitat i sobre fins a quin grau l'obra és una forma d'acte-expressió o no.

## Mercat per a l'art digital
El mercat de l'art digital es trobava l'any 2013 obstaculitzat pel fet que l'original era normalment indistinguible d'una còpia. Com a resultat, juntament amb el desenvolupament portat a terme, la venda de pintures digitals originals és gradualment suplantada per la venda d'impressions, i el mercat digital es mou en direcció al mercat de llibres impresos.

## Certificat d'Unicitat Estàndard (Standard Certificate of Uniqueness, SCU)
En un intent d'atendre als problemes d'originalitat, unicitat i drets d'autor i per estimular la venta i la compra de pintures digitals de manera clara i confiable, un SCU (Certificat d'unicitat estàndard) redactat l'any 2013, pot ser voluntàriament adoptat per artistes i distribuïdors d'art digital. El certificat conté la declaració de l'artista en la qual confirmen que són creadors de tota l'obra i de cadascuna de les seves parts. D'aquesta manera, l'artista promet posar a la venda únicament una presentació física de l'obra. En la segona versió del SCU (gener de 2015), el portador digital i el dret exclusiu d'explotació de l'obra són transferits al comprador. L'artista conserva una còpia de vista per a propòsits no comercials. L'apreciació econòmica de l'artista estarà aleshores, determinada pel mercat tradicional d'art digital original, possiblement influenciat pel mercat d'impressions.

## Tècnica digital
L'artista utilitza tècniques de pintura per crear la digital directament en la computadora. Tots els programes de pintura digital intenten imitar l'ús de mitjans físics. Molts programes inclouen diferents tipus de pinzells que són estilitzats digitalment per representar l'estil tradicional com olis, acrílics, pastissos, carbonet, ploma i fins i tot mitjans d'aerografía. També existeixen alguns efectes únics per a cada tipus de pintura digital que representen diferentes efectes realistes, com per exemple l'aquarel·la. En la majoria d'aquests programes, els usuaris poden crear el seu propi estil de pinzell utilitzant una combinació de textures i formes, fet que permet unificar la pintura tradicional amb la digital.
La pintura digital prospera en la seva majoria en la producció d'art, ja que és més utilitzada en àmbits com el disseny conceptual per a pel·lícules, televisió i jocs de video. Els softwares de pintura digital com Corel Painter, Adobe Photoshop, ArtRage, GIMP, Krita, MyBrushes i openCanvas ofereixen als artistes un ambient similar al d'un pintor físic: un llenç, eines de pintura, paletes de mescla i una gran varietat de colors. No obstant, la pintura digital, a més a més d'avantatges, també presenta desavantatges. Mentre la pintura digital permet a l'artista treballar en un ambient organitzat, alguns argumenten que aquest sempre tindrà més control en sostenir un pinzell físic. Alguns artistes sostenen que aquesta pintura manca de carácter únic i diferent a les obres elaborades físicament.

## Comparació amb la pintura tradicional
A més a més de la separació del portador amb l'obra, la principal diferència entre la pintura digital i tradicional és el procés no lineal en el qual es desenvolupa, ja que l'artista sovint pot acomodar la seva pintura en capes que poden ser editades independentment. Tanmateix, l'habilitat de desfer i refer pinzellades o traços crea intervals no lineals en el procés creatiu. La pintura digital també es diferencia de la tradicional per la manera en la qual emplea les tècniques a causa de la diferència de superfícies i l'àmplia varietat d'eines virtuals.
L'artista digital té a la seva disposició diverses eines que no estan disponibles per a un pintor tradicional. Algunes d'elles són: una paleta virtual amb milions de colors; un ampli ventall de grandàries de llenç; l'habilitat de retractar-se i corregir errors; una gran varietat d'eines amb efectes 2D i 3D com gomes, llapis i pinzells.
Una tauleta gràfica i una Stylus permeten a l'artista treballar amb moviments de mà precisos simulant una eina de dibuix i una àrea de dibuix real, mentre que altres programes (com Tova Eazel) estan pensats per pintar amb els dits directament en la pantalla. Ambdues, tauletes i pantalles touch són sensibles al tacte (pressió). Existeixen tauletes amb més de dos mil diferents nivells de pressió als que són sensibles.

## Orígens

### Sketchpad

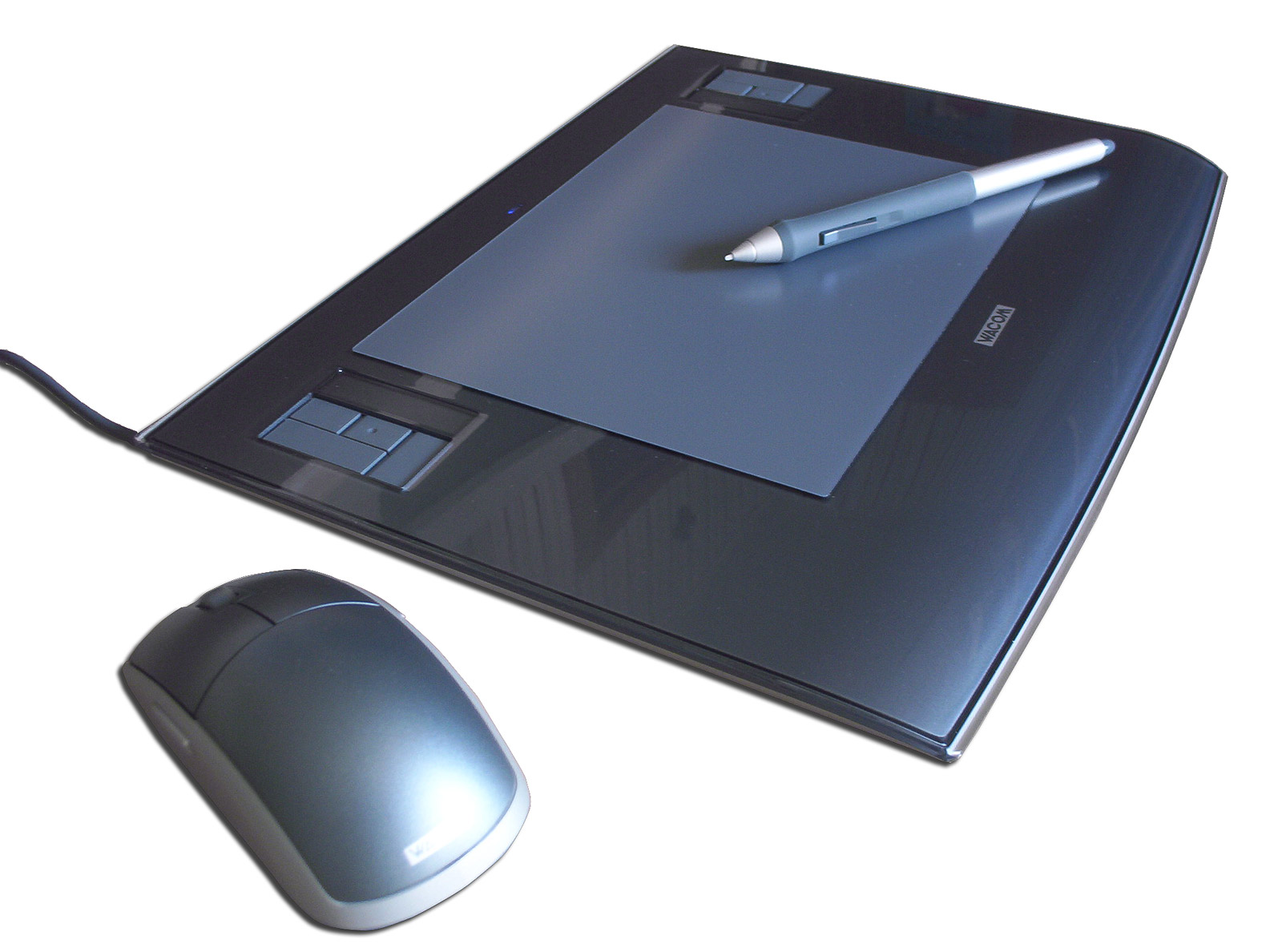
Molts artistes prefereixen fer ús de tauletes gràfiques per crear pintures digitals en canvi d'usar un ratolí de computadora.

El primer programa de manipulació gràfica va ser un programa anomenat Sketchpad. Creat l'any 1963 per Ivan Sutherland, un estudiant graduat del MIT. Sketchpad, li permetia a l'usuari manipular objectes en un CRT (cathode ray tube). No obstant, un temps més tard, l'any 1968, es va crear la tauleta Rand per a treballs en el projecte GRAIL, i la primera tauleta de la història va ser creada. Unes altres de les primeres tauletes, o digitalitzadors, com l'ID (intelligent digitizer) i el BitPad van ser reeixides comercialment i utilitzades en programes com CAD (Computer Aided Design). Les tauletes modernes són les eines per elecció dels pintors digitals. Avui, WACOM és la indústria capdavantera en tauletes i té una varietat de grandàries que van des de 4" x 6" fins a 12" x 19" I que, a més a més, tenen una grossor de menys d'una polzada. Altres marques de tauletes gràfiques són Aiptek, Monoprice, Hanvon, Genius, Adesso, Trust, Manhattan, Vistablet, DigiPro, etc. Totes aquestes tenen les funcions bàsiques d'un ratolí, de manera que també poden ser utilitzades com a ratolí i són compatibles amb pràcticament tots els softwares de Windows i Macintosh.

### Tauletes
La idea d'utilitzar tauletes gràfiques per comunicar ordres a una computadora va ser plantejada des de 1968, quan la companyia RAND (Research and Development) de Santa Monica, va desenvolupar una tauleta Rand utilitzada per programar. Els digitalitzadors van ser popularitzats a mitjan 1970 i a principis de 1980 per l'èxit comercial de l'ID (Intelligent Digitizer) i del BitPad manufacturats per Summagraphics Corp. Aquests van ser utilitzats com a dispositius d'entrada per a diversos sistemes d'alta qualitat com CAD (Computer Aided Design) i també van ser barrejats amb les computadores personals i PC's amb softwares CAD com AutoCAD.

### MacPaint
El primer programa comercial que permetia a l'usuari dissenyar, dibuixar i manipular objectes va ser el programa MacPaint. La primera versió d'aquest va ser introduïda al mercat el 22 de gener de 1984 en l'Apple Lisa. L'habilitat de dibuixar a mà alçada i de crear gràfics amb aquest el van convertir en el programa més popular de la seva categoria al llarg de 1984. Les primeres versions d'aquest van ser anomenades MacSketch i LisaSketch, i la seva última versió, publicada l'and 1998, va rebre el nom de MacPaint 2.0. La major part de l'èxit de MacPaint està relacionada amb el llançament de la primera computadora Macintosh, la qual estava equipada amb MacPaint i un altre programa anomenat MacWrite. Va ser la primera computadora personal amb una interfície gràfica d'usuari. La Macintosh estava disponible per aproximadament $2500 dòlars i la combinació del disseny més petit i lleuger van assegurar l'èxit d'aquesta computadora

### Adobe
Un altre dels primers programes de manipulació d'imatges va ser Adobe Photoshop. En un principi va rebre el nom de Display i va ser creat l'any 1987 per Thomas Knoll en la Universitat de Míchigan com un programa de visualització d'imatges monocromàtiques. Els germans Knoll van fer un acord amb Tova systems i Apple, i Photoshop 1.0 (nom que va rebre posteriorment) va ser publicat l'any 1991 per Macintosh. Tova systems havia publicat anteriorment Adobe Illustrator 1.0 l'any 1986 en la Macintosh d'Apple. Aquests dos, Adobe Photoshop i Adobe Illustrator són actualment dos dels programes més utilitzats en la producció de pintures digitals. Illustrator va introduir l'ús de les corbes Bezier, que permetien a l'usuari detallar els seus vectres gràfics.

### Kid Pix
L'any 1988, Craig Hickman va crear un programa de pintura anomenat Kid Pix, que feia més fàcil i accessible l'ús de MacPaint per a nens. El programa va ser creat originalment en blanc i negre, i després de diverses revisions va ser publicat en color el 1991. Kid Pix va ser un dels primers programes comercials que van integrar color i so en un format creatiu. Tot i ser creat intencionalment per a nens, es va convertir en una eina valuosa per introduir als adults els diferents usos d'una computadora.

### Programes de pintura basats en la Web
En anys recents hi ha hagut un creixement de llocs web que recolzen la pintura digital en línia. Alguns dels recursos d'internet a aquest efecte són: Summe Paint, Queeky i Slimber. L'usuari està encara dibuixant digitalment amb l'ús d'un programari: normalment el programari està en el servidor del lloc web que s'estigui utilitzant. No obstant, amb l'aparició de l'HTML5, alguns programes utilitzen parcialment el cercador web del client per manejar una part del processament. El rang d'eines i pinzells pot ser més limitat que els softwares independents gratuïts. La velocitat de resposta, qualitat de color i l'habilitat de guardar en arxiu o imprimir són similars en qualsevol dels dos mitjans.

## Llibres i articles
- Donald Kuspit The Matrix of Sensations VI: Digital Artists and the New Creative Renaissance
- Joline Blais and Jon Ippolito, At the Edge of Art, Thames & Hudson Ltd, 2006
- Christiane Paul Digital Art, Thames & Hudson Ltd
- Donald Kuspit "Del Atre Analògic a l'Art Digital" in Art Digital I Videoarte, Kuspit, D. ed., Consorci del Cercle de Belles arts, Madrid
- Becerra Jonathan, BENNY ART: Vision de l'art Numerique, préface Benny Art, à Paris, éditions du wallsemerging, Paris, 2018ISBN
- Robert C. Morgan Digital Hybrids, Art Press volume #255, pàg. 75–76
- Frank Popper From Technological to Virtual Art, MIT Press
- Bruce Wands Art of the Digital Age, London: Thames & Hudson
- Christine Buci-Glucksmann, "L’art à l'époque virtuel", in Frontières esthétiques de l'art, Arts 8, Paris: L'Harmattan, 2004
- Margot Lovejoy Digital Currents: Art in the Electronic Age Routledge 2004
- Brandon Taylor Collage Thames & Hudson Ltd, 2006, p. 221
- Wayne Enstice & Melody Peters, Drawing: Space, Form, & Expression, New Jersey: Prentice Hall
- Frank Popper Ecrire sud l'art : De l'art optique a l'art virtuel, L'Harmattan 2007
- Fred Forest Art et Internet, Editions Cercle D'Art / Imaginaire Mode d'Emploi
- Lieser, Wolf. Digital Art. Langenscheidt: h.f. ullmann. 2009